# Boû Steïlé
Boû Steïlé (arabă بوصطيلة) este un oraș în Mauritania.